# Apocalyptica (album)
Apocalyptica – piąty album studyjny fińskiej grupy muzycznej Apocalyptica. Wydawnictwo ukazało się 24 stycznia 2005 roku w Europie nakładem wytwórni muzycznej Universal Music Group. Płyta dotarła do 2. miejsca fińskiej listy sprzedaży, czyniąc go najwyżej notowanym w historii formacji.
Album poprzedził wydany 29 listopada 2004 roku singel Bittersweet w którym zaśpiewali gościnie Lauri Ylönen z grupy The Rasmus oraz lider zespołu HIM - Ville Valo. Wokaliści wspólnie z zespołem wykonali utwór po raz pierwszy na żywo 17 stycznia 2005 roku podczas koncertu charytatywnego na rzecz ofiar trzęsienia ziemi na Oceanie Indyjskim w 2004 roku. Występ odbył się w Hartwall Arena w Helsinkach. 
14 lutego 2005 roku został wydany drugi singel pt. Wie Weit, natomiast 23 lutego została wydana anglojęzyczna wersja singla pt. "How Far". W obu kompozycjach opartych na instrumentalnym "Quutamo" zaśpiewała Marta Jandová wokalista Die Happy. Ponadto do utworu Wie Weit został zrealizowany teledysk. Na singlach ukazała się również francuskojęzyczna wersja utworu pt. "En Vie", którą wykonała Emmanuelle Monet. 11 kwietnia 2005 roku ukazał się trzeci i ostatni singel promujący płytę zatytułowany Life Burns!. Do utworu został zrealizowany również teledysk. Zdjęcia odbyły się w Tallinnie w Estonii.
Płyta została zarejestrowana w 2004 roku w Susi Studios w Finlandii. Partie perkusji zostały nagrane w Planet Roc Studios w Berlinie w Niemczech. Miksowanie odbyło się w Toytown Studios w Sztokholmie w Szwecji. Z kolei mastering wykonano w Attic Mastering. Gościnnie w nagraniach wziął udział ponadto perkusista formacji Slayer - Dave Lombardo.

## Lista utworów
Opracowano na podstawie materiału źródłowego.
| Edycja podstawowa | Edycja podstawowa                             | Edycja podstawowa                        | Edycja podstawowa |
| Nr                | Tytuł utworu                                  | Autorzy                                  | Długość           |
| ----------------- | --------------------------------------------- | ---------------------------------------- | ----------------- |
| 1.                | „Life Burns! (ft. Lauri Ylönen)”              | Lauri Ylönen, Eicca Toppinen             | 3:06              |
| 2.                | „Quutamo”                                     | Eicca Toppinen                           | 3:28              |
| 3.                | „Distraction”                                 | Eicca Toppinen                           | 3:56              |
| 4.                | „Bittersweet (ft. Lauri Ylönen i Ville Valo)” | Lauri Ylönen, Ville Valo, Eicca Toppinen | 4:26              |
| 5.                | „Misconstruction”                             | Eicca Toppinen                           | 3:56              |
| 6.                | „Fisheye”                                     | Eicca Toppinen                           | 4:09              |
| 7.                | „Farewell”                                    | Perttu Kivilaakso                        | 5:33              |
| 8.                | „Fatal Error”                                 | Perttu Kivilaakso                        | 2:59              |
| 9.                | „Betrayal/Forgiveness (ft. Dave Lombardo)”    | Perttu Kivilaakso                        | 5:13              |
| 10.               | „Ruska”                                       | Eicca Toppinen                           | 4:39              |
| 11.               | „Deathzone”                                   | Eicca Toppinen                           | 4:34              |
|                   |                                               |                                          | 45:59             |

| Edycja rozszerzona | Edycja rozszerzona                                   | Edycja rozszerzona                       | Edycja rozszerzona |
| Nr                 | Tytuł utworu                                         | Autorzy                                  | Długość            |
| ------------------ | ---------------------------------------------------- | ---------------------------------------- | ------------------ |
| 1.                 | „Life Burns! (ft. Lauri Ylönen)”                     | Lauri Ylönen, Eicca Toppinen             | 3:06               |
| 2.                 | „Quutamo”                                            | Eicca Toppinen                           | 3:28               |
| 3.                 | „Distraction”                                        | Eicca Toppinen                           | 3:56               |
| 4.                 | „Bittersweet (ft. Lauri Ylönen i Ville Valo)”        | Lauri Ylönen, Ville Valo, Eicca Toppinen | 4:26               |
| 5.                 | „Misconstruction”                                    | Eicca Toppinen                           | 3:56               |
| 6.                 | „Fisheye”                                            | Eicca Toppinen                           | 4:09               |
| 7.                 | „Farewell”                                           | Perttu Kivilaakso                        | 5:33               |
| 8.                 | „Fatal Error”                                        | Perttu Kivilaakso                        | 2:59               |
| 9.                 | „Betrayal/Forgiveness (ft. Dave Lombardo)”           | Perttu Kivilaakso                        | 5:13               |
| 10.                | „Ruska”                                              | Eicca Toppinen                           | 4:39               |
| 11.                | „Deathzone”                                          | Eicca Toppinen                           | 4:34               |
| 12.                | „En Vie (ft. Emmanuelle Monet)”                      | Emmanuelle Monet, Eicca Toppinen         | 03:29              |
| 13.                | „How Far (ft. Marta Jandová)”                        | Marta Jandová, Eicca Toppinen            | 03:29              |
| 14.                | „Wie Weit (ft. Marta Jandová)”                       | Marta Jandová, Eicca Toppinen            | 03:29              |
| 15.                | „Bittersweet (video; ft. Lauri Ylönen i Ville Valo)” | Lauri Ylönen, Ville Valo, Eicca Toppinen | 4:26               |
|                    |                                                      |                                          | 1:00:52            |

## Twórcy
Opracowano na podstawie materiału źródłowego.
| Zespół Apocalyptica w składzie - Eicca Toppinen – wiolonczela, programowanie (1-11) - Paavo Lötjönen – wiolonczela - Perttu Kivilaakso – wiolonczela, programowanie (7, 8, 9) - Mikko Sirén – perkusja, programowanie (1-11) Dodatkowi muzycy - Mikko Moilanen – kontrabas (9, 11) - Dave Lombardo – perkusja (9) - Ville Valo – wokal prowadzący, słowa (4) - Lauri Ylönen – wokal prowadzący, słowa (1, 4) - Emmanuelle Monet – wokal prowadzący, słowa (12) - Marta Jandová – wokal prowadzący, słowa (13, 14) |  | Produkcja - Christian Bader – inżynieria dźwięku (1-3, 5, 7, 8, 10, 11) - Risto Hemmi – inżynieria dźwięku (4, 6) - Jetro Vainio – inżynieria dźwięku (9) - Martin Hansen – inżynieria dźwięku (1, 4), realizacja nagrań (1, 4) - Stefan Glaumann – miksowanie - Svante Forsbäck – mastering - Dirk Rudolph – dizajn - Ralf Strathmann – zdjęcia |

## Listy sprzedaży
| Lista                   | Kraj       | Pozycja | Status                |
| ----------------------- | ---------- | ------- | --------------------- |
| Ö3 Austria Top 40       | Austria    | 6       | —                     |
| Ultratop                | Belgia     | 66      | —                     |
| Suomen virallinen lista | Finlandia  | 2       | złota płyta (15 000+) |
| SNEP                    | Francja    | 61      | —                     |
| MegaCharts              | Holandia   | 76      | —                     |
| Media Control Charts    | Niemcy     | 5       | —                     |
| Schweizer Hitparade     | Szwajcaria | 6       | —                     |
| OLiS                    | Polska     | 39      | —                     |